# Filchnerella sunanensis
Filchnerella sunanensis är en insektsart som beskrevs av Liu, Jupeng 1982. Filchnerella sunanensis ingår i släktet Filchnerella och familjen Pamphagidae. Inga underarter finns listade i Catalogue of Life.